# Guillermo Calderón

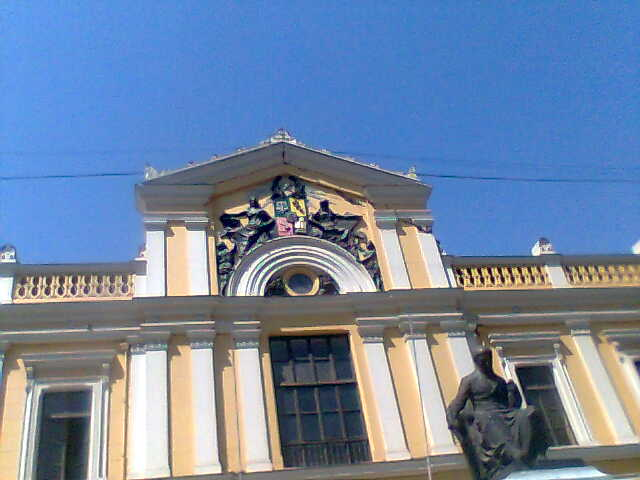
Casa central de la universitat on va estudiar Guillermo Calderón, Universitat de Xile

Guillermo Calderón Labra (Santiago, Xile, 18 de març del 1971) és actor, dramaturg, guionista i director teatral. Va estudiar actuació a l'Escola de Teatre de la Universitat de Xile. Va fer estudis de postgrau en el Actor’s Studio a Nova York, a l'Escola de Teatro Físico Dell’Art a Califòrnia i un Màster en Teoria del Cinema en la City University de Nova York. Actualment és Professor d'Actuació a l'escola de teatre de Universitat Catòlica de Xile.

## Carrera artística
A mitjan noranta va participar en la companyia El Cancerbero, una dècada més tard forma, al costat de Paula Zúñiga, Trinidad González i Jorge Becker, la companyia teatral "Teatro en el Blanco" on escriu i dirigeix la seva primera producció: Neva (2006). El col·lectiu es compon de graduats a l'Escola de Teatre de la Universitat de Xile, que prèviament s'han iniciat professionalment en la companyia El Cancerbero, al costat d'Andrés Céspedes.
Després de diplomar-se a l'Escola de Teatre de la Universitat de Xile participa de la novel·la televisiva Adrenalina en Canal 13 on interpreta a "el Killer". Després d’ "Adrenalina" va passar a la naixent àrea dramàtica de Megavisión, on va fer una teleserie més, “Rossabella”. Després d’això es va retirar del gènere, es va cansar del seu rol d'intèrpret i va descobrir, en els cursos i màsters que va realitzar als Estats Units i Itàlia, que se sentia més còmode com a director. Prèviament va dirigir obres clàssiques com una adaptació de “La caída de la Casa Usher” d'Edgar Allan Poe i “Historias de Familia”.
El 2008 amb l’agrupació La Reina de Conchalí munta l’obra Clase, que també va participar en el VII Festival Internacional de Buenos Aires - FIBA 2009, amb la interpretació de Roberto Farías i Francisca Lewin.
El gener de 2009 estrena 'Diciembre' amb Teatro en el Blanco on empra diàlegs punyents i monòlegs de dimensions èpiques que segueixen una corba dramàtica creixent, amb altes dosis d'humor negre que condueixen l'obra a un pla reflexiu.
En 2010 dirigeix l’obra Los que van quedando en el camino d'Isidora Aguirre, que recrea la massacre de camperols a Ranqui el 1934.
A començaments de 2011 estreba Villa+Discurso, un programa doble que es va presentar en antics centres de tortura. Aquest espectacle va formar part del VIII Festival Internacional de Buenos Aires (FIBA). Després van seguir Beben, estrenada a Alemanya al Teatre Düsseldorfer Schauspielhaus. Posteriorment Escuela a Xile, i guions de cinema i televisió como Violeta se fue a los Cielos, Ecos del Desierto, El Club i Neruda entre d'altres.
Les seves obres s'han presentat en innombrables països amb les millors crítiques. Ha estat professor en la Universitat de Xile en la Pontifícia Universitat Catóilca i Universitat Major.
Com a director i dramaturg ha originat una línia de creacions que interpel·la a la platea a partir del seu contingut polític i del lliurament físic i emocional dels actors.

## Obres

### Teatre
- Neva, estrenada el 26 d'octubre de 2006 per la companyia En el Blanco al Centro Cultural Mori Bellavista Santiago, Chile.[7]
- Clase, estrenada el 21 d'agost de 2008 per la companyia Agrupación la Reina de Conchalí l Centro Cultural Mori Bellavista, Santiago, Xile. Amb les actuacions de Roberto Farías i Francisca Lewin.[6]
- Diciembre (2008)
- Villa + Discurso, estrenada el 16 de gener de 2011 al Festival Santiago a Mil, el seu muntatge es va realitzar a la Casa Memoria José Domingo Cañas i a Villa Grimaldi[8]
- Beben, estrenada al Teatro Düsseldorfer Schauspielhaus d’Alemanya el 2012 és el primer text en què el creador cedeix els seus drets a Xile. Inspirada en el conte «El terratrèmol a Xile» del dramaturg alemany Heinrich Von Kleist (publicat en 1807 i inspirat en el desastre natural ocorregut en 1647)[9]
- Escuela, el 18 de gener de 2013 al Teatre de la Universitat Catòlica, amb les actuacions de Luis Cerda, Mónica Carrasco, Francisca Lewin, Camila González i Carlos Ugarte.[10]
- Mateluna, estrenada en octubre de 2016 a Berlín, en el marc del festival l'estètica de la resistència Peter Weiss 100[11] del teatro HAU Hebbel am Ufer.[12]
- Feos, obra inspirada en el conte «La noche de los feos», de Mario Benedetti; estrenada el desembre de 2015 per la companyia de teatre amb marionetes Teatro y su Doble[13]
- Dragón (2019)

### Guions
- Puente, curtmetratge de ficció del director xilè Werner Giesen, estrenat en 2011 en Santiago Festival Internacional de Cinema.[14]
- Violeta se fue a los cielos, pel·lícula d’ Andrés Wood, estrenada a Xile l’11 d'agost de 2011[15][16]
- El club, pel·lícula de Pablo Larraín estrenada en 2015 en el Festival Internacional de Cinema de Berlín (Berlinale), guanyadora de l'Os de Plata[17][18]
- Neruda, pel·lícula basada en la història del poeta xilè Premi Nobel, estrenada al Festival de Canes dins de la Quinzena de realitzadors[19]
- Araña dirigida per Andrés Wood.[20]

## Premis i reconeixements
- Premi del Cercle de Crítics d'Art a la Millor Obra (2006) per Neva[21]
- Premi Altazor de les Arts Nacionals (2007) categoria Arts escèniques, Dramatúrgia per Neva[22]
- Premi Altazor 2008, categoria Dramatúrgia per Escuela[23]
- Premi José Nuez Martín 2008[24]
- Premi Platino al millor guió (2016) per Neruda[25]